# سیدانور اشرف طالش
سید انور اشرف طالش معروف به انور آقا سیاستمدار و مالک (۱۲۹۰–۱۳۷۴) از خوانین و مالکین اهل شهرستان تالش استان گیلان و فرزند  مشروطیت خواه گیلان سید اشرف کرگانرودی شجاع دیوان می‌باشد.
انور اشرف بزرگ طایفه یکی از طوایف بزرگ منطقه تالش بودند که در قضیه ختم غائله آذربایجان حضور داشتند و در حمایت از سران طوایف شاهسون همراه با عشایر گرکانرود در ییلاقات جوکندان و لیسار  مبارزه با فرقه دموکرات آذربایجان نقشی اساسی ایفا نمودند، که به همین دلیل مدال شجاعت و مدال میهن‌پرستی و لیاقت دریافت نمودند.
از مهمترین کارهای این شخص می‌توان، وقف زمین و احداث مسجد جامع محمدیه تالش و همچنین احداث جاده ییلاقی تالش _مریان _ خلخال، وقف زمین اداره منابع طبیعی شهرستان تالش، وقف زمین آزمایشگاه آب اداره آبفار شهرستان تالش و … را نام برد.

## فعالیت‌ها
- شهردار هشتپر طوالش[۸]
- رییس طوایف و عشایر شمال کرگانرود[۹]
- عضویت طولانی مدت در انجمن ایالتی و ولایتی